# Laga
Laga ist der Hauptort des Verwaltungsamts Laga in der osttimoresischen Gemeinde Baucau.

## Geographie

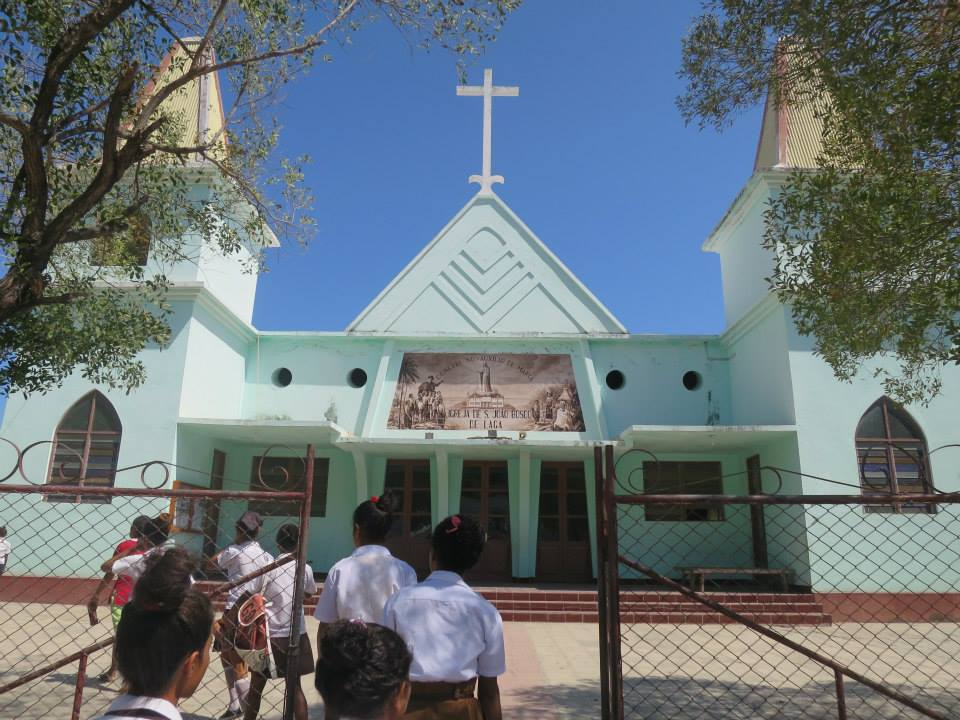
Die Kirche São João Bosco in Laga.

Der Ort liegt im Osten der Gemeinde Baucau, im Suco Soba, östlich der Mündung des Flusses Lequinamo in die Straße von Wetar. Das Zentrum der Stadt befindet sich, trotz seiner Lage am Meer, bereits in einer Meereshöhe von 78 m. Zur Gemeindehauptstadt Baucau sind es in Luftlinie 15 km und zur Landeshauptstadt Dili etwa 114 km nach Westen.
In Laga existiert eine Vorschule (Escola Pre-Primaria No. 1 Soba), eine präsekundäre Schule, einen Hubschrauberlandeplatz und ein kommunales Gesundheitszentrum. Außerdem gibt es einen kleinen Markt und einen Hafen. Die Kirche Igreja São João Bosco de Laga wurde 1970 erbaut und in den 1990er-Jahren umgebaut. Ein portugiesisches Fort mit zwei runden Türmen liegt auf einem kleinen Hügel, südlich der Hauptstraße.
Das 1. Bataillon der Verteidigungskräfte Osttimors hat in Laga seinen Stützpunkt.

## Geschichte

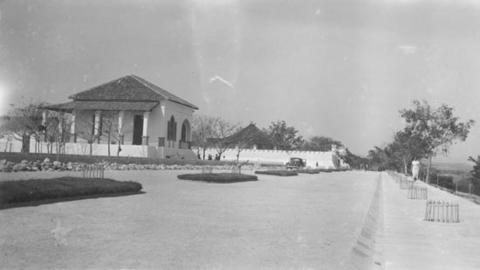
Laga um 1940

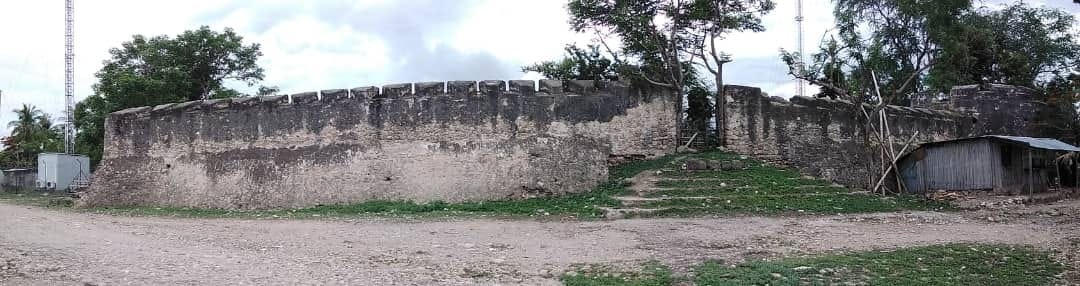
Festung von Laga

Im Juni 1863 wurde ein Aufstand der Makasae von Laga durch die Portugiesen niedergeschlagen und das Dorf niedergebrannt. Dabei wurde auch der Anführer der Rebellion von 1861 in Laclo gefangen genommen. Im August 1867 rebellierten die Einwohner vom Galoli-Reich von Vemasse, zu dem auch Laga gehörte. Auch diese Rebellion scheiterte. 1889 errichteten die Portugiesen einen Militärposten in Laga.
In den 1930er Jahren wurde in Laga von Distriktsverwalter Armando Eduardo Pinto Correia ein Schulgebäude errichtet. Während der Schlacht um Timor wurde Laga im Januar 1943 von der Royal Australian Air Force als wichtiger Ankerplatz bombardiert.
Als Laga am 10. Dezember 1975 von den Indonesiern besetzt wurde, floh die Bevölkerung in die Wälder. Die indonesischen Soldaten töteten das Vieh, raubten die Nahrungsmittelvorräte und brannten Häuser nieder. Ende 1979 gab es im Ort Laga ein indonesisches Lager für Osttimoresen, die zur besseren Kontrolle von den Besatzern umgesiedelt werden sollten.
Laga gilt als die Heimat von vielen Mitgliedern des paramilitärischen Konseilu Revolusionariu Maubere (KRM, deutsch Revolutionärer Rat Maubere). Mehrfach kam es hier zu Zwischenfällen mit dem KRM. 
Im November 2013 verstießen KRM-Mitglieder gegen das allgemeine Trageverbot von Militäruniformen durch Zivilpersonen bei einem Aufmarsch auf dem Fußballfeld von Laga. Am 3. März wurde die KRM für illegal erklärt. Am 10. März errichteten KRM-Mitglieder eine Blockade an der Straße nach Baucau. Eine Person wurde durch einen geworfenen Sprengsatz verletzt. Zwar stellte sich die KRM-Führung am 14. März den Behörden, wurde aber im Dezember 2014 wieder freigelassen. Im Januar 2015 nahm der KRM in Laga zwei Polizisten als Geiseln und verwundete zwei weitere. Premierminister Xanana Gusmão fuhr persönlich in einem Konvoi nach Laga und erreichte in Verhandlungen die Freilassung der Geiseln. Mauk Moruk floh mit seinen Leuten in den Dschungel.

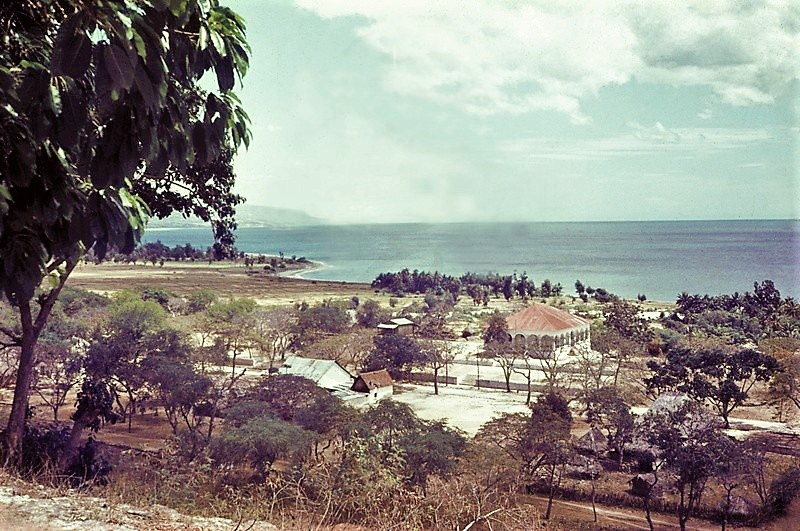
Blick auf Laga (1966)
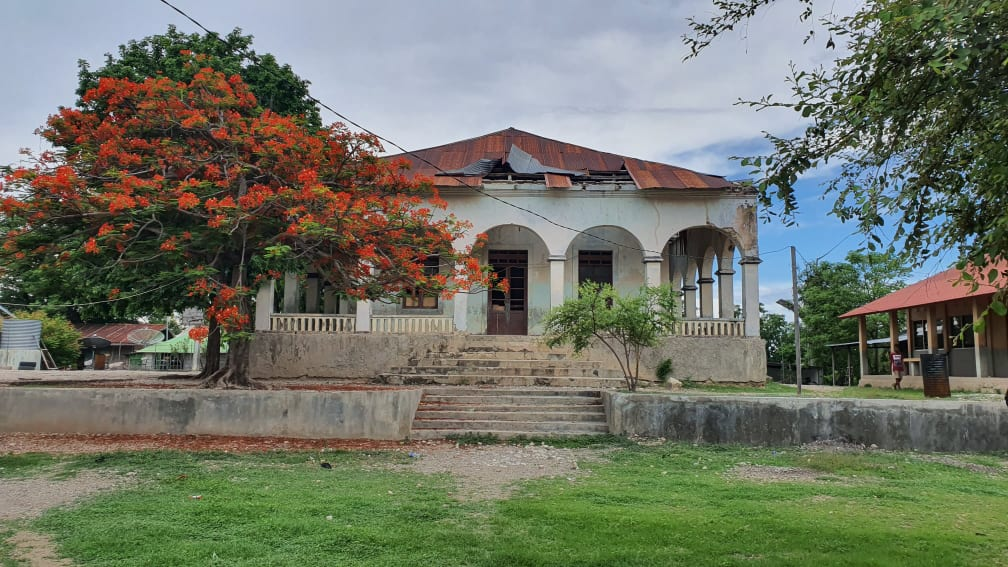
Pinto-Correia-Schule in Laga
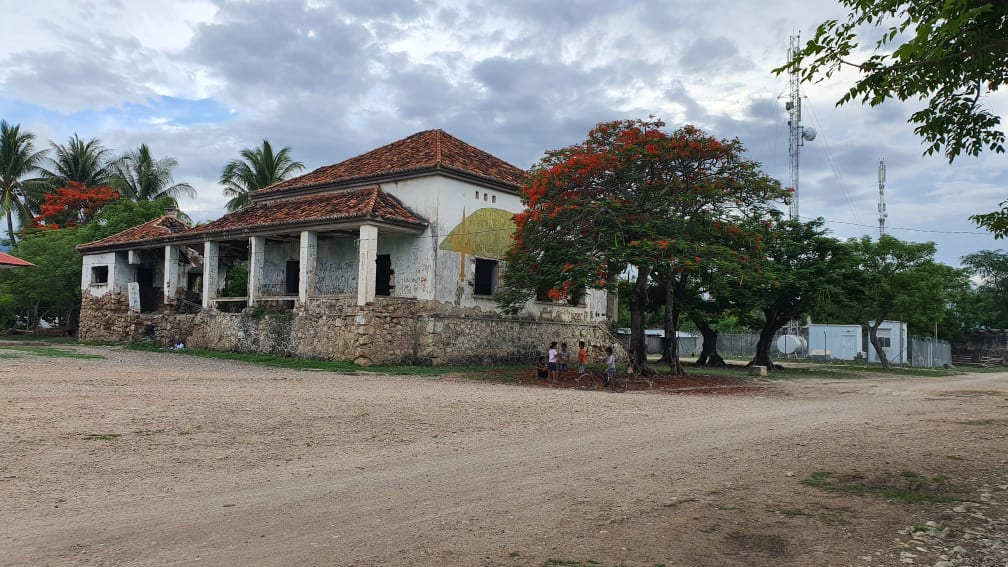
Koloniales Verwaltungsgebäude

## Söhne und Töchter

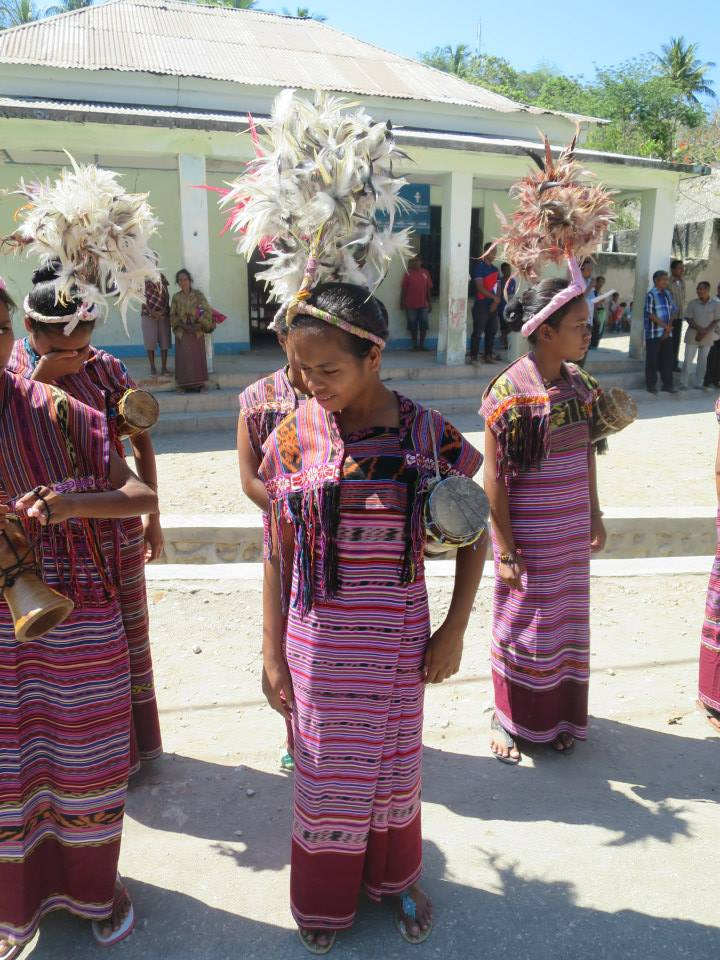
Mädchen in traditioneller Tracht

- Paulino Gama (Mauk Moruk) (1955–2015), Freiheitskämpfer und Rebell
- Cipriana da Costa Pereira (* 1963), Politiker
- Abel da Costa Xavier (* 1972), Soldat, seit 2018 Kommandant der Militärpolizei

## Städtepartnerschaften
- Gympie, Australien[14]

Mit dem australischen Cooloola Shire Council besteht eine Partnerschaft.